# Herb Szamotuł
Herb Szamotuł – jeden z symboli miasta Szamotuły i gminy Szamotuły w postaci herbu.

## Wygląd i symbolika
Herb przedstawia na błękitnej tarczy podobiznę króla w złotej koronie, z dwoma oprawnymi klejnotami, w kształcie rombów. 

## Historia
W 1420 r. miasto otrzymało herb przedstawiający w czerwonym polu głowę św. Jana Chrzciciela na złotej misie. W latach 1450 i 1455 ponowiono prawa miejskie i prawdopodobnie wówczas zastąpiono stary herb nowym, przedstawiającym ukoronowaną głowę na niebieskim tle z klejnotami w kształcie rombów pod nią. Później nad tarczą herbową umieszczono koronę i po bokach dwie wstęgi z datą 1455. Taki herb obowiązywał w okresie II Rzeczypospolitej i zaraz po wojnie do 1950 roku. 17 grudnia 1990 Rada Miasta i Gminy przyjęła wzór herbu bez wstęg i korony nad tarczą.